# Medalha da Vitória (Brasil)
A Medalha da Vitória é uma condecoração brasileira que foi criada pelo Decreto nº 5.023, de março de 2004, em reconhecimento à atuação do Brasil em defesa da liberdade e da paz mundial, em especial na Segunda Guerra Mundial (art. 1º). Consoante dispõe o art. 2º do Decreto em referência, a Medalha da Vitória poderá ser conferida aos militares das Forças Armadas, aos civis nacionais, aos militares e civis estrangeiros, aos policiais e bombeiros militares e às organizações militares e instituições civis nacionais que tenham contribuído para a difusão dos feitos da Força Expedicionária Brasileira e dos demais combatentes brasileiros durante a 2ª Guerra Mundial, participado de conflitos internacionais na defesa dos interesses do País, integrado missões de paz, prestado serviços relevantes ou apoiado o Ministério da Defesa no cumprimento de suas missões constitucionais (alterado pelo Decreto nº 6.126, de 15 de junho de 2007).